# Komunitou podporované zemědělství

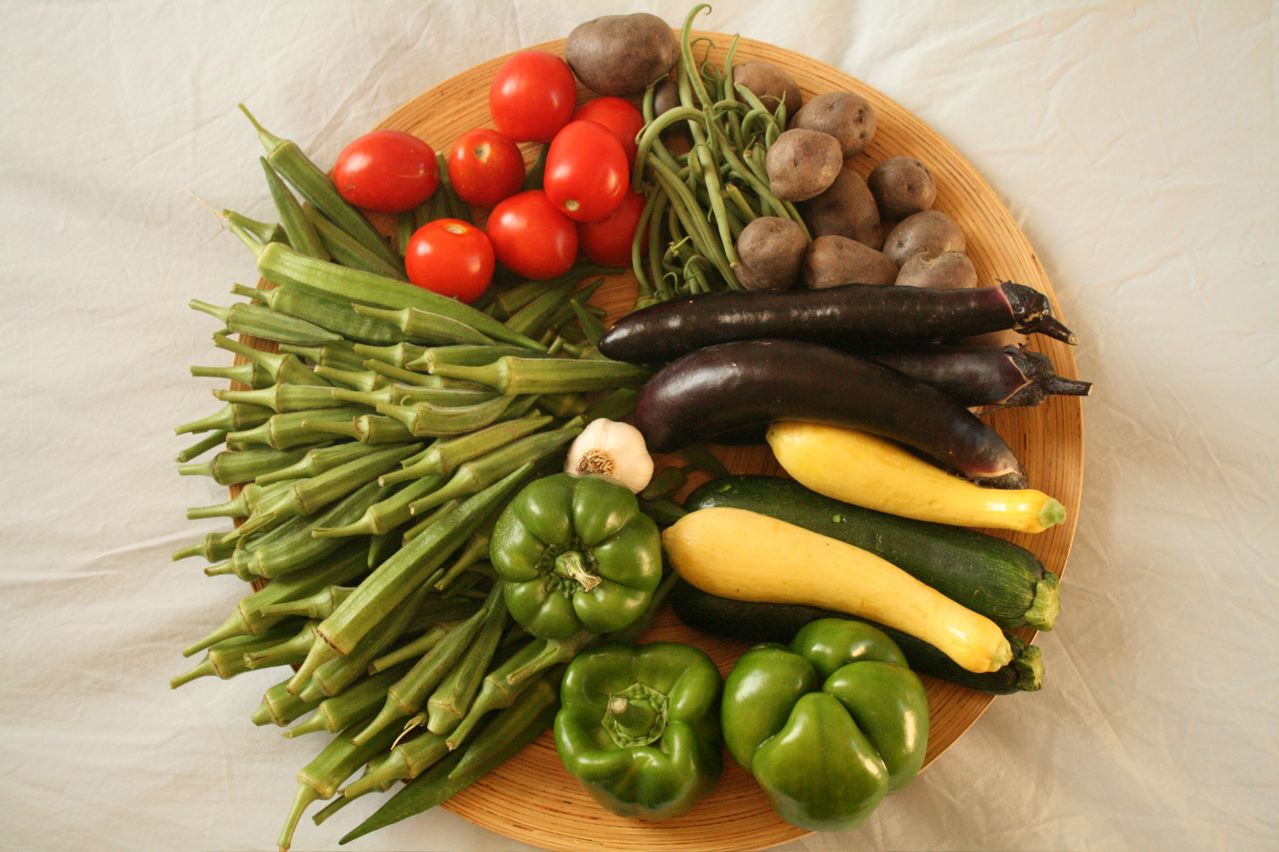
Bedýnka obsahující zelenou papriku, ibišek, rajčata, hrášek, brambory, česnek, lilek a tykev

Komunitou podporované zemědělství (zkratka KPZ) je socioekonomický koncept zemědělství a distribuce jídla. Typicky je tento model tvořen komunitou konzumentů a zemědělci, kteří poskytují konzumentům své produkty (ovoce, zeleninu, mléčné výrobky, maso) přímo, tedy bez mezičlánků jako jsou obchody, tržiště apod. Pěstitelé a konzumenti si tak poskytují navzájem podporu a sdílí spolu jak rizika, tak i výhody tohoto modelu. Konzumenti se tak stávají z pasivních příjemců potravin aktivními podílníky potravinového systému.

## Historie
Komunitou podporované zemědělství (u nás často chybně označované za tzv. "bedýnkování") má kořeny na počátku 70. let 20. století v Německu, Švýcarsku a Japonsku jako reakce na obavy ohledně bezpečnosti potravin a urbanizaci zemědělských ploch. V Evropě bylo mnoho zemědělských statků inspirováno ekonomickými myšlenkami Rudolfa Steinera. Roku 1965 byly v Japonsku v souvislosti se zvýšeným importem jídla a ztrátou orné půdy zahájeny první projekty podobného typu - teikei (提携) - avšak velmi pravděpodobně nesouvisející s těmi evropskými.
Ve Spojených státech amerických se myšlenka komunitou podporovaného zemědělství ujala roku 1984, kdy Jan Vander Tuin přinesl tento koncept z Evropy. Vander Tuin spoluzaložil projekt komunitou podporovaného zemědělství pod jménem Topinambur. Nyní je v Severní Americe minimálně 1300 KPZ farem, odhady ale hovoří až o 3000.

## KPZ v České republice
České iniciativy KPZ jsou zakládány od roku 2009 a první impulz přišel z Francie. V roce 2019 existovalo v Česku už 40 komunit se zhruba 600 členy a členkami. Nejvýraznějším aktérem v českém systému KPZ he Svobodný statek na soutoku v Českých Kopistech, který v roce 2020 měl zhruba 500 odběratelů a odběratelek.
V České republice vznikají KPZ především v reakci na ovládnutí produkce a distribuce potravin několika velkými korporacemi, jež sledují hlavně svůj zisk, provozují zamědělství závislé na mechanizaci, fosilním palivu, hybridním osivu a levné pracovní síle migrantů a migrantek. Taková forma zemědělství nevratně ničí půdu, přispívá ke snižování biologické rozmanitosti, produkuje často nekvalitní výrobky a podporuje neetické zacházení se zvířaty. KPZ spolupracují s drobními místními zemědělci, především z ekologických statků. Díky tomu prospívají jak životnímu prostředí, tak zdraví konzumentů a zároveň zajišťují drobným zemědělcům férový výdělek.

## Struktura
Ve své nejformálnější podobě se komunitou podporované zemědělství zaměřuje na:
- transparentní a celosezónní rozpočet k produkci specificky široké nabídky produktů po předem daný počet týdnů v roce
- společnou cenotvorbu kde mezi pěstiteli a podílníky probíhá diskuse a demokratické hlasování o přijetí navrhovaného rozpočtu
- souhlas ve ‘sdílení rizik a přínosů’ zemědělského hospodaření, např. že podílníci odebírají to, co hospodář vypěstuje s ohledem na sezónu s tím, že v případě neúrody spotřebitelé nechávají zemědělci prostředky (či jejich část), kterou před sezonou zaplatili.

Tudíž, jednotlivci, rodiny nebo skupiny neplatí jednotlivé potraviny, ale za hospodaření, které je šetrné a společensky odpovědné. Nedostávají také x kilogramů produktů, ale přijímají každý týden to, co je zrovna v dané sezóně zralé. Tento přístup eliminuje marketingová rizika a náklady na čas a lidské zdroje, a umožňuje se zemědělcům zaměřit na kvalitu půdy, úrody, zvířat - a na službu zákazníkům.
Typicky se jedná o malá, nezávislá a rodinná hospodářství. Nejčastěji se obchoduje s ovocem a zeleninou. Mnoho těchto statků praktikuje ekologické a biodynamické zemědělství, vyhýbající se pesticidům, anorganickým hnojivům a geneticky modifikovaným plodinám. Cena je většinou porovnatelná s konvenčně (průmyslově) produkovanými potravinami, protože je snížena o tu část výrobního procesu, která stojí mezi zemědělcem a koncovým zákazníkem (velkoodběratel, supermarket, dopravce, …).

## Distribuce
- Podíly si buď konzumenti u pěstitele vyzvedávají sami nebo pěstitel zabezpečuje rozvoz. Toto se děje většinou v periodě jednoho nebo dvou týdnů.
- Platba je prováděna buď pokaždé při předání podílů nebo předem - měsíčně, čtvrtletně až ročně.

## Ve světě
Ve světě existuje mnoho variací komunitou podporovaného zemědělství:
- Association pour le maintien de l’agriculture paysanne (AMAP) ve Francii
- Agriculture soutenue par la communauté (ASC) v kanadské provincii Québec
- Teikei (提携) v Japonsku
- Reciproco v Portugalsku
- Landwirtschaftsgemeinschaftshof nebo Solidarische Landwirtschaft v Německu
- Gemainsamlandwirtschaften v Rakousku
- Community Supported Agriculture ve Spojených státech a Velké Británii
- GASAP v Belgii
- Gruppi di Acquisto Solidale (GAS) v Itálii